# 清月輝
清月 輝（きよづき てる、1947年9月23日 - 1970年8月12日）は、かつて宝塚歌劇団花組に在籍していたタカラジェンヌ（両役・53期生）。本名、越川 長子。後述の航空禍により在団のまま死去。

## 略歴・人物
和歌山県出身。1964年に和歌山県立星林高等学校1年中退後、宝塚音楽学校に入学してレッスンに励む。
1967年3月に音楽学校を卒業した後、そのまま宝塚歌劇団53期生として宝塚歌劇団に入団。星組公演『世界は一つ』で初舞台を踏む。入団時の成績は54人中24位。1967年12月9日、花組配属。
当初は男役での出演が多かったが、元々物静かで優しく上品な性格で、スタイルが良く美貌にも恵まれていたため、1968年11月に池田銀行（現 池田泉州銀行）の初代イメージガールに選ばれ、知名度と人気が急上昇していった。また日本舞踊、ダンス、演技の能力も非常に高く、周囲からも評価され、1969年5月に宝塚大劇場で行われた『鐘つき与七』では入団3年目にして異例の主役（娘役のおさよ）に抜擢され、両役をこなす事の出来る53期生花組のホープとして今後の活躍が期待された。
しかし、その翌年の1970年8月12日、夏休みの休暇を取って単身で台湾旅行に出かけた際、日本に帰国するために花蓮から台北に向かう途中、搭乗していた飛行機が台北松山空港近くで墜落事故（中華航空206便墜落事故）を起こしてしまい、事故に巻き込まれて死去。享年22。

## 没後
遺体は現地で荼毘に付され、遺骨は8月17日に大阪国際空港に到着。宝塚を回った後に郷里の和歌山の実家に戻り、無言の帰宅を果たした。その後8月20日に告別式が営まれ、宝塚歌劇団の53期生を中心とする多数のタカラジェンヌ、職員、音楽学校の生徒が参列した。期待の星であった清月の死は誰からも深く惜しまれ、その無残に変わり果てた姿に遺族も参列者も深く嘆き悲しみ、最後まで涙や嗚咽が絶えなかったと言う。